# Precesión de los equinoccios

Movimientos de la Tierra: rotación, precesión y nutación.

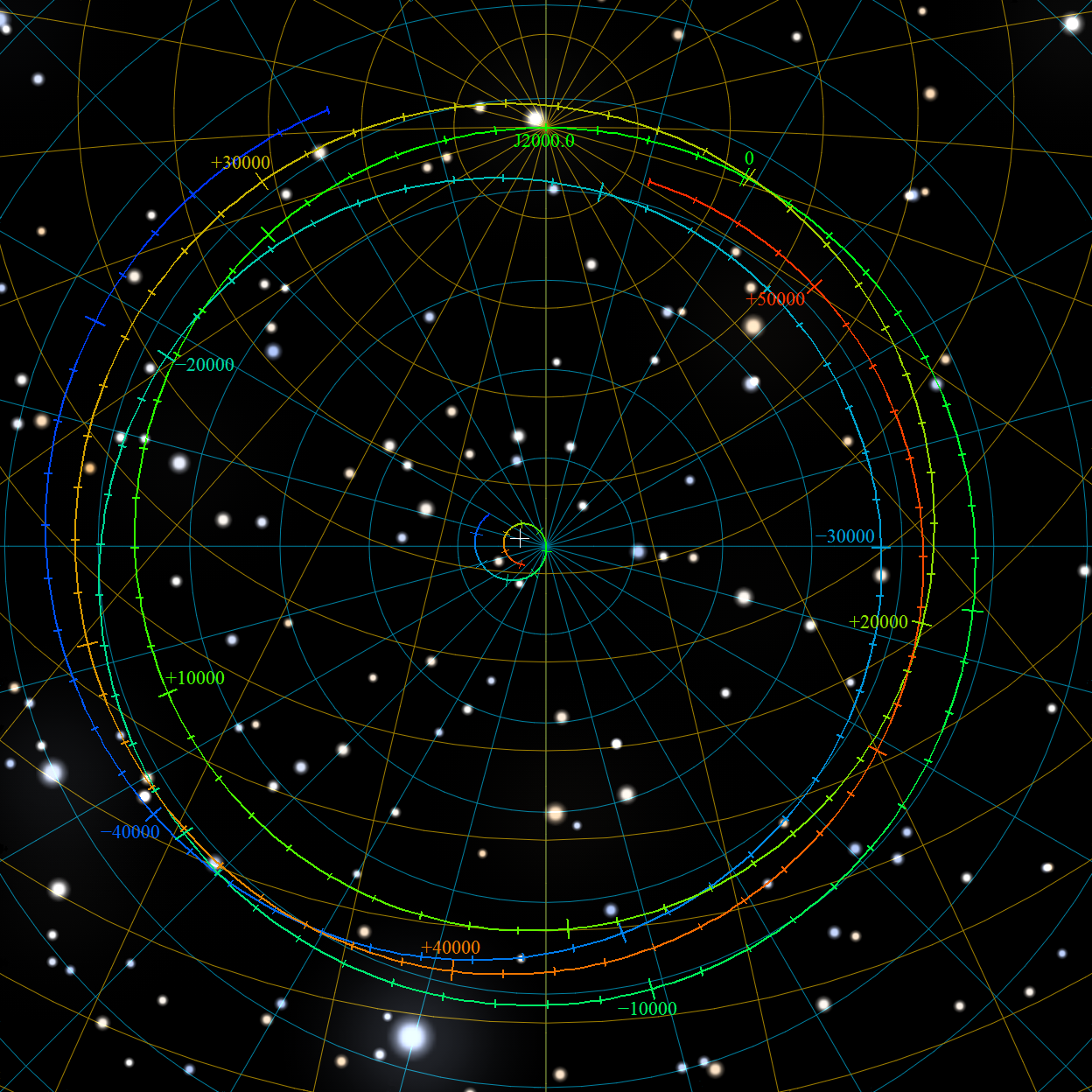
La proyección de la ruta de precesión del Polo Norte en el cielo fijo de la época J2000.0 para el intervalo de tiempo de 48000 a. C. a 52000 d. C.

En astronomía, la precesión de los equinoccios o precesión axial es el cambio lento y gradual en la orientación del eje de rotación de la Tierra, que hace que la posición que indica el eje de la Tierra en la esfera celeste se desplace alrededor del polo de la eclíptica, trazando un cono y recorriendo una circunferencia completa cada 25 776 años, período conocido como año platónico, de manera similar al bamboleo de un trompo o peonza. El valor actual del desplazamiento angular es de 50,290966 segundos sexagesimales por año, o alrededor de 1 grado cada 71,6 años.
Dado que los polos terrestres bambolean a ese ritmo, los puntos de la órbita en los que los polos están a la misma distancia del Sol también se desplazan a dicho ritmo y en dirección contraria a la de traslación de la Tierra. Cuando el planeta llega a esos puntos se produce el equinoccio y por ello son los puntos equinocciales. Su desplazamiento en dirección contraria al de traslación de la Tierra determina el nombre de «pre-cesión». Lo que en el bamboleo del eje corresponde a 50,29 segundos de arco por año, en la órbita corresponde a unos 36 300 km.
Este cambio de dirección es debido a la inclinación del eje de rotación terrestre sobre el plano de la eclíptica y la torsión ejercida por las fuerzas de marea de la Luna y el Sol sobre la protuberancia ecuatorial de la Tierra. Estas fuerzas tienden a llevar el exceso de masa presente en el ecuador hasta el plano de la eclíptica.

## Historia
Históricamente se le atribuye el descubrimiento de la precesión de los equinoccios a Hiparco de Nicea como el primero en dar el valor de la precesión de la Tierra con una aproximación extraordinaria para la época. Las fechas exactas no son conocidas, pero las observaciones astronómicas atribuidas a Hiparco por Claudio Ptolomeo datan del 147 al 127 a. C.
Algunos historiadores sostienen que este fenómeno ya era conocido, al menos en parte, por el astrónomo babilonio Cidenas, quien habría advertido este desplazamiento ya en el año 340 a. C.

## Descripción
La rotación de la Tierra causa un ensanchamiento ecuatorial, y un achatamiento polar de unos 21 km aproximadamente. Además el eje de rotación de la Tierra está inclinado 23°27′ con respecto a la perpendicular a la eclíptica (el plano que contiene la órbita solar de la Tierra). Por tanto, una mitad del ensanchamiento ecuatorial se sitúa por encima del plano de la eclíptica y la otra mitad debajo. Durante los equinoccios, los ensanchamientos de cada lado de la eclíptica están a la misma distancia del Sol y este no produce momento de fuerza. En cambio, todo el resto del tiempo, y sobre todo en los solsticios, el ensanchamiento de uno de los lados de la eclíptica no se encuentra a la misma distancia que el ensanchamiento del otro lado, y se produce un momento de fuerza creado por el Sol, que tiende a llevar el exceso de masa presente en el ecuador hasta el plano de la eclíptica y provoca el movimiento de precesión de la Tierra.
Si no existiese el achatamiento y la Tierra fuese esférica, la atracción del Sol no produciría un momento de fuerza sobre la Tierra y no habría modificación de la dirección del eje terrestre.
Durante unos pocos meses o años el eje terrestre se dirige hacia prácticamente el mismo punto sobre la esfera celeste, debido a la conservación del momento angular de la Tierra.

## Efectos
El cambio en la dirección del eje de rotación de la Tierra provoca una variación del plano del ecuador celeste y, por tanto, de la línea de corte de dicho plano con la eclíptica. Esta línea señala en la esfera celeste la dirección del punto Aries, que retrograda sobre la eclíptica, fenómeno denominado precesión de los equinoccios. Actualmente el Sol alcanza el punto Aries hacia el 20 de marzo, pero astronómicamente tal punto está a 28° (desde la frontera con la constelación de Aries) en la constelación de Piscis. Las consecuencias de este fenómeno son:
- El polo norte celeste se mueve en relación con las estrellas. Ahora está próximo a la estrella polar (alfa de la Osa Menor).
- El primer punto de Aries, intersección del ecuador celeste con la eclíptica, retrograda sobre el ecuador en el mismo período, es decir, 50,290966" por año.

Órbita de la Tierra con el Sol en el centro. Las posiciones de la Tierra a la izquierda y la derecha actualmente coinciden aproximadamente con los solsticios. Las dos del centro corresponden a los equinoccios. Las fechas de calendario en las que ocurren los solsticios y equinoccios varían de un año a otro aproximadamente en 6 horas más (por ello hay que incluir un día más cada cuatro años).

A principios de la era cristiana el Sol se proyectaba al comienzo de la primavera en la constelación de Aries. Actualmente, 2000 años después, ha girado un ángulo de 50,2511" × 2000 = 27,92° y se proyecta en Piscis, por lo que las estaciones se han desplazado aproximadamente un mes.

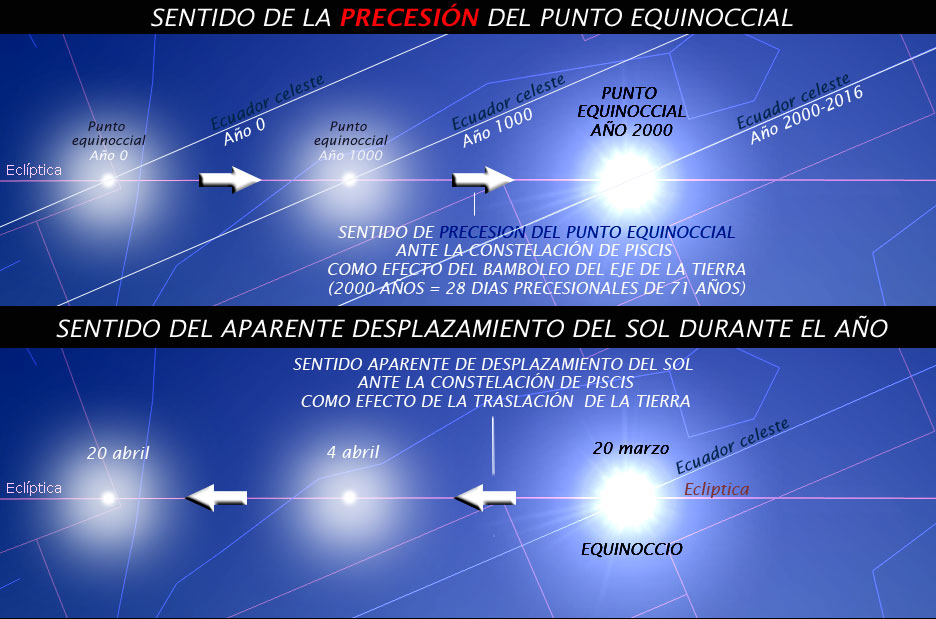
Visión desde la Tierra, en el cielo terrestre, del sentido de precesión del punto equinoccial vernal por la constelación de Piscis comparado con el sentido del aparente desplazamiento del Sol durante los meses del año. El tramo de eclíptica que cruza ante la constelación de Piscis es de 38°.

Y el día del solsticio de junio el Sol aparece justo al final de la constelación de Géminis para ingresar, precesionalmente, en la de Tauro mientras el punto de la esfera terráquea que recibe de lleno los rayos del Sol es el mediodía del paralelo llamado "trópico de Cáncer". Y el día del solsticio del 22 de diciembre el Sol, en ese momento visualmente cercano al centro de la galaxia, aparece en su cuarto día en la constelación de Sagitario, mientras el punto de la esfera terrestre que recibe de lleno los rayos del Sol es el mediodía del paralelo llamado "trópico de Capricornio".
Además, la precesión cambia la declinación y ascensión recta de cualquier estrella. Con el transcurso del tiempo el cielo nocturno va cambiando radicalmente. Tomemos como ejemplo las constelaciones de Scorpius y Orión, cuyas ascensiones rectas son 17 horas y 5 horas respectivamente: en el hemisferio norte Scorpius es una constelación de verano y Orión es de invierno. Dentro de unos 12 000 años ambas constelaciones intercambiarán su relación con las estaciones: Scorpius será invernal y Orión, estival. Para entonces, sus ascensiones rectas valdrán 5 horas y 17 horas respectivamente.
Actualmente, debido al bamboleo del eje, el nodo inferior del ecuador de la Tierra corta por la mitad a la constelación de Orión, concretamente por la estrella Mintaka del Cinturón. Esto supone que Orión sea visible desde el ecuador en el cénit y también desde los polos, y que Mintaka salga justo por el punto cardinal este y se ponga justo por el punto oeste. Hace 3600 años, el ecuador cortaba por la estrella Betelgeuse, lo que significa que durante los últimos 3,6 milenios el bamboleo de la Tierra ha hecho que su ecuador barriese a Orión desde arriba (o desde abajo, viendo a Orión desde el hemisferio sur) hasta la mitad, hasta el cinturón. Y lo ha hecho a velocidad decreciente hasta detenerse para volver a comenzar en el otro sentido dentro de medio milenio. Es el reflejo del bamboleo del planeta.
También, actualmente la precesión ha llegado al punto en el que el solsticio de diciembre ocurre con la Tierra en línea con el Sol y el ecuador (o plano) de la galaxia (no con el centro de la galaxia, que sí está en el ecuador de la galaxia), y ese tránsito ocurre durante 72 años en el ciclo completo de la precesión.
Dado que la precesión avanza a un ritmo de 1 grado orbital cada 72 años, y como 1 grado se compone de 3600 segundos de arco, lo hace a 1 segundo de arco de órbita cada 7,3 días.
Y midiéndola en unidades de tiempo y de métrica, la precesión se desplaza a 36 300 km/año. Prácticamente 100 km cada día, o bien 1,15 metros cada segundo. Aunque no podemos asimilar racional ni linealmente su duración y su dimensión, sí podemos reproducir su ritmo trotando a 1,15 m/s.

## Proporcionalidad entre ciclo precesional y ciclo anual
Tanto la Tierra en 365 días (año común) como el Punto equinoccial en 25 776 años (año precesional) recorren la misma cantidad de kilómetros: los de la órbita terrestre, y, por tanto, el mismo espacio. Es lógico ver 25 776 años como "mucho más tiempo" que la duración de 1 año y que la duración de una vida humana, pero al recorrer el Punto equinoccial el mismo espacio que la Tierra, se trata de un periodo proporcional a 1 año. Aun así, al ciclo o año precesional podemos percibirlo de la misma forma familiar con la que percibimos el año común, dividido en 365 días. Así, el año precesional es divisible en 365 partes de 70,6 años, lo cual sería el periodo de 1 día precesional, que dura un año menos que el tiempo que tarda el punto equinoccial en preceder 1 grado entre los 360 grados del círculo.